# Богсайд
Богсайд (англ. Bogside, ирл. Taobh an Bhogaigh) — католический район, расположенный за стенами североирландского города Дерри, бывший центром многих эпизодов Конфликта в Северной Ирландии (например, схватки за Богсайд 1969 года и Кровавого воскресенья 1972 года). В районе ежегодно проводятся мероприятия Bogside Artists и Free Derry Corner.

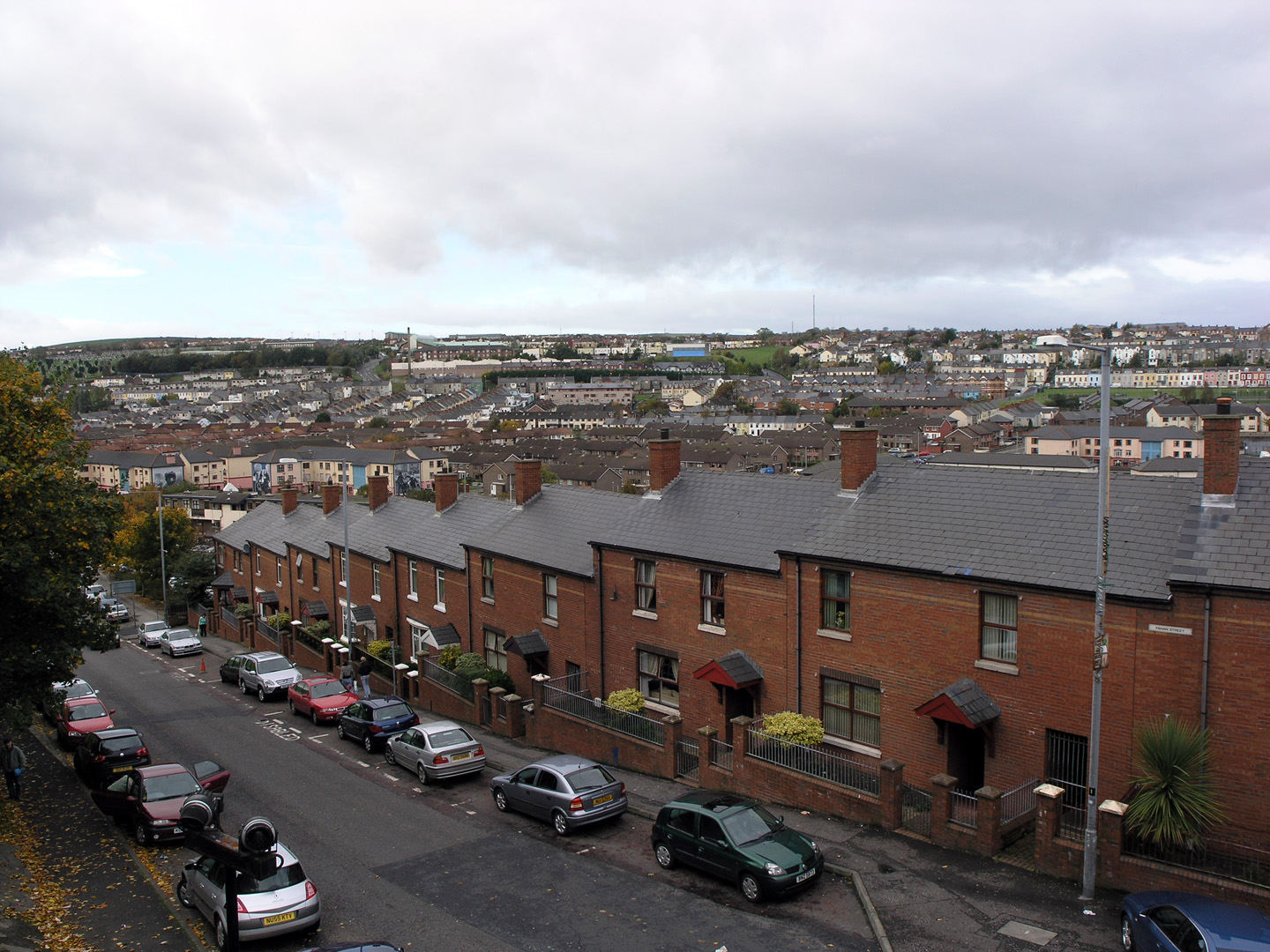
Богсайд, вид от входа в городские стены
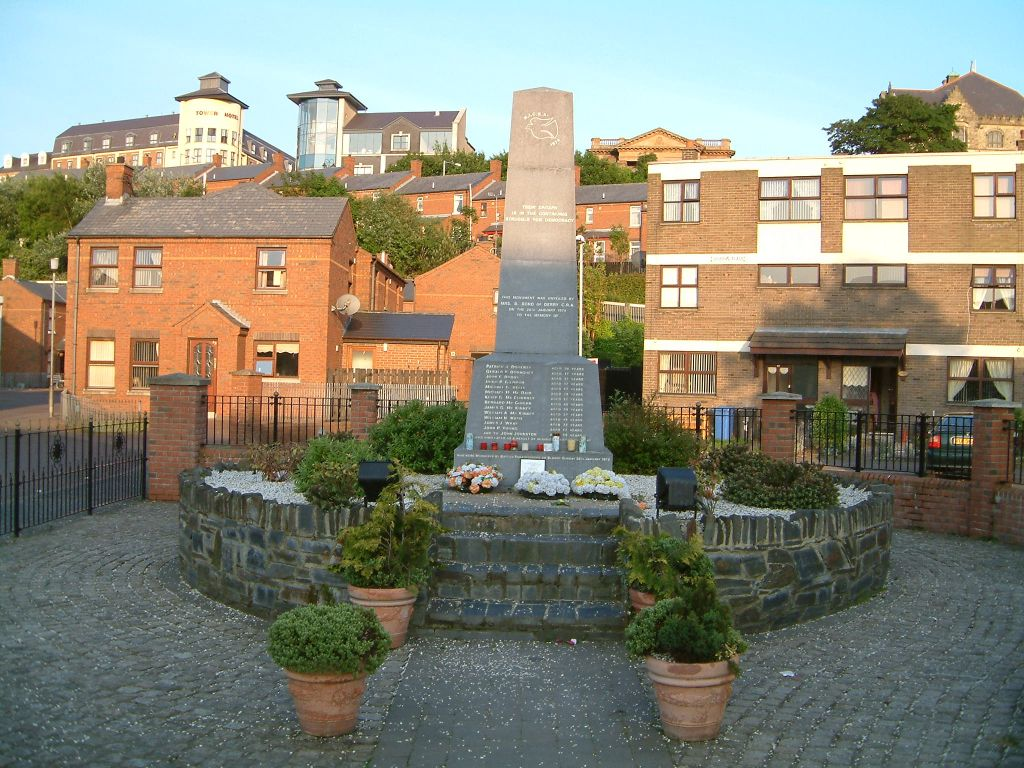
Мемориал Кровавого воскресенья
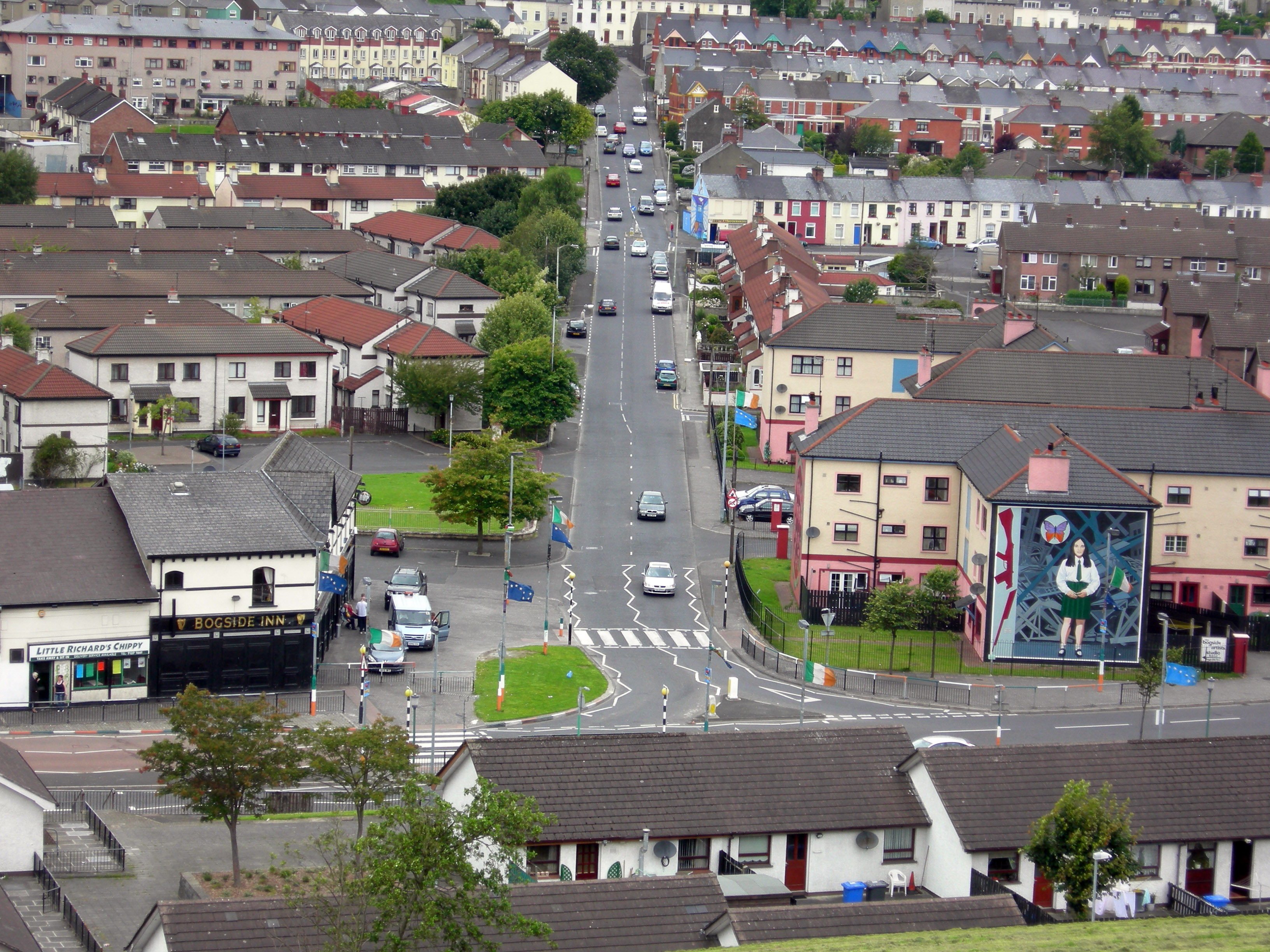
Уэстленд стрит, вид с городской стены (31 июля 2007 года)